# Hemerobius jamaicensis
Hemerobius jamaicensis är en insektsart som beskrevs av Banks 1938. Hemerobius jamaicensis ingår i släktet Hemerobius och familjen florsländor. Inga underarter finns listade i Catalogue of Life.